# Otis Adelbert Kline
Otis Adelbert Kline (Chicago, Illinois, 1891-1946) foi um romancista de aventura e agente literário na era da pup. Muito de seu trabalho apareceu pela primeira vez na revista Weird Tales. Kline foi um orientalista amador e estudante de árabe, como seu amigo e colaborador, E. Hoffmann Price.

## Kline e Burroughs
Kline é mais conhecido por uma disputa literária com o escritor Edgar Rice Burroughs, Kline supostamente levantou a ira deste último , produzindo o romance  Planet of Peril (1929) e duas continuações, guardavam semelhanças com a série literária Barsoom de Burroughs, a diferença era que enquanto Barsoom era ambientada em Marte, Planet of Peril se passava em Vênus, posteriormente, Burroughs teria revidado e criado a série Carson de Vênus;  Kline então cria uma série de aventuras na selva bastante parecida com Tarzan, usada como prova do conflito. Enquanto os autores escreveram as obras em questão,  a teoria de que eles fizeram isso durante uma disputa com o outro é suportado apenas circunstancialmente , pelas datas próximas da publicação dasobras. A teoria disputa foi originalmente estabelecido no artigo "The Kline-Burroughs War" de Donald A. Wollheim (Science Fiction News, Novembro, 1936) e depois amplamente difundido por Sam Moskowitz , em seu livro Explorers of the Infinite. Richard A. Lupoff desmascarou o caso em seu livro Edgar Rice Burroughs : Master of Adventure. Entre as evidências citadas por Lupoff descontando a contenda :Nenhum comentário de qualquer escritor reconhecendo a disputa está documentado; Os membros da família dos dois autores não têm lembrança de alguma vez ouvi-los falar sobre assunto. Em resposta as investigações de Lupoff Moskowitz identificou sua fonte original, o artigo de Wollheim , enquanto Wollheim afirmou , quando questionado sobre a fonte de sua própria informação : " Eu inventei"

## Agente literário
Em meados da década de 1930, Kline abandonou a carreira de escritou e  se tornou um agente literário (mais famosa por agenciar o autor Robert E. Howard, que assim como ele, publicava na revista Weird Tales, considerado o pioneiro do gênero espada e feitiçaria através de sua série Conan, o Bárbaro). Kline representado Howard da primavera de 1933 até a morte de Howard, em Junho de 1936, e continuou a atuar como agente literário das obras de Howard. Tem sido sugerido que Kline pode ter terminado de Almuric, um romance planetário de Howard publicado póstumanente na revista Weird Tales em 1939, embora esta afirmação ainda é contestada.

## Bibliografia

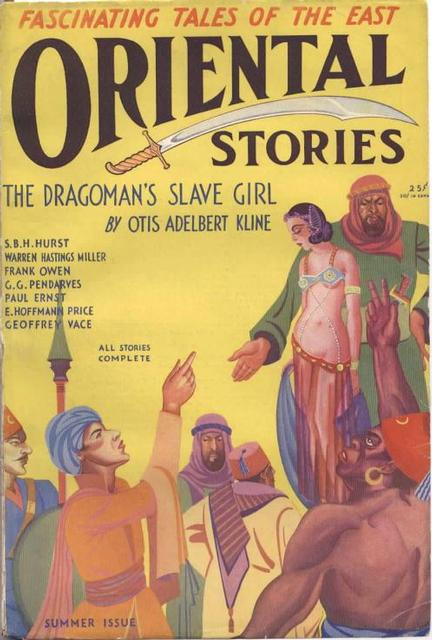
Capa da revista pulp Oriental Stories (Verão de 1931, vol. 1, no. 5) apresentando The Dragoman's Slave Girl por Otis Adelbert Kline.

### Série de Vênus
1. Planet of Peril (1929)
2. The Prince of Peril (1930)
3. The Port of Peril (1932)

### Série de Marte
1. The Swordsman of Mars (1933)
2. The Outlaws of Mars (1933)

### Outros romances e histórias
- "Secret Kingdom," Amazing Stories (Novembro de 1929)
- Maza of the Moon (1930)
- "The Man Who Limped," Oriental Stories (Outubro de 1930)
- "Spawn of the Comet," Argosy (12 de Julho de 1930)
- The Call of the Savage, or Jan of the Jungle (1931)
- "The Thing That Walked in the Rain," Amazing Stories (Março 1931)
- "The Dragoman's Secret," Oriental Stories (Primavera 1931)
- "The Fang of Amm Jemel," Argosy (9 de Maço de 1935)
- "The Murder Room," New Detective (Maio de 1935)
- Jan in India (1935)
- "The Iron World," Thrilling Wonder Stories (Agosto de 1938)
- "Stolen Centuries," Thrilling Wonder Stories (Junho de 1939)
- Satans on Saturn, 5-part serial, Argosy (Novembro de 1940), com E. Hoffmann Price
- "Meteor Men of Mars," Planet Stories (Inverso de 1942), com Harry Cord

### Weird Tales
- "The Thing of a Thousand Shapes" arco de história em duas partes (Março/Abril de 1923)
- "The Phantom Wolfhound" (Junho de 1923)
- "The Corpse on the Third Slab" arco de história em duas partes (Julho/Agosto de 1923)
- "The Cup of Blood" (September de 1923)
- "The Malignant Entity" arco de história em três partes  (Maio/Julho de 1924)
- "The Phantom Rider" (Novembro de 1924)
- "The Bride of Osiris" arco de história em três partes (Agosto/Outubro de 1927)
- "The Demon of Tlaxpam" (Janeiro de 1929)
- "The Bird-People" (Janeiro de  1930)
- "Thirsty Blade" (Fevereiro de 1930), com E. Hoffmann Price
- "Tam, Son of the Tiger" arco de história em seis partes (Julho/December de 1931)
- "Midnight Madness" (Abril de 1932)
- "Lord of the Lamia"  arco de história em três partes (Março/Maio de 1935)
- "The Cyclops of Xoatl" (Dezembro de 1936), com E. Hoffmann Price
- "Spotted Satan" (January 1940), com E. Hoffmann Price
- "Return of the Dead" (Julho de 1943), com Frank Belknap Long

### Coleções
- The Man Who Limped and Other Stories (1946)
- The Dragoman's Revenge (2007)